# Katakura Shigenaga
Katakura Shigenaga (片倉 重長?; 16 maggio 1585 – 1659) è stato un samurai giapponese del periodo Azuchi-Momoyama e nel primo periodo Edo.
Figlio di Katakura Kagetsuna, Shigenaga fu il secondo uomo a portare il nome Kojūrō. Il suo nome originale era Shigetsuna; comunque, per evitare conflitti con il nome del quarto shogun Ietsuna, lo cambiò in Shigenaga. Nel 1614, prese parte alla campagna di Osaka, combattendo Gotō Mototsugu nella battaglia di Dōmyōji.
La seconda moglie di Shigenaga era figlia di Sanada Yukimura, e successivamente alla campagna di Osaka Shigenaga aiutò molti dei vassalli dei Sanada, compreso il secondo figlio di Yukimura, Sanada Morinobu, il quale venne accolto sotto dal clan e da cui prese il cognome Katakura.
Gli succedette il figlio Kagenaga.